# The Clown Stays in the Picture
The Clown Stays in the Picture, titulado El payaso se queda en la película en España e Hispanoamérica, es el decimocuarto episodio de la trigésima temporada de la serie animada Los Simpson, y el episodio 653 de la serie en general. Se emitió en Estados Unidos en Fox el 17 de febrero de 2019.

## Argumento
Bart y Lisa escuchan un pódcast presentado por Marc Maron con Krusty el payaso como invitado. Krusty cuenta la historia de la problemática producción de su debut como director de "Las Arenas del Espacio".
En los años 90, la carrera de Krusty estaba despegando tras su papel de policía canina en "Buen Policía Perro Policía". Antes de que se iniciara la sesión para filmar la secuela, Krusty quiso protagonizar una adaptación de su libro favorito, "Las Arenas del Espacio". Los ejecutivos del estudio de cine acordaron producir la película, pero planearon reducir los costos filmando en México y contratando aficionados para el equipo. La mayoría de los ciudadanos de Springfield se inscribieron en el equipo de filmación, incluido el joven Homer Simpson y su novia Marge Bouvier.
Krusty despidió al director y asume el papel, pero no pudo tomar ninguna decisión hasta que asuma a Marge como su asistente de dirección. Con la ayuda de Marge, la producción comenzó, pero le resultó difícil equilibrar su trabajo y su relación con Homer. Krusty se puso celoso y planeó matar a Homer al asignarle más y más trabajos peligrosos al equipo.
Homero es enviado a recuperar un lagarto en una tormenta de arena y posteriormente quedó inconsciente en un barranco. Una visión de Bart, Lisa y Maggie como cactus apareció y le dio la voluntad de levantarse. Sin embargo, es capturado por pandilleros mexicanos, y Krusty se negó a pagar el rescate. Marge y el equipo de la película de Krustyvinieron a salvarlo, fingiendo que las armas de la película eran reales, pero la artimaña se veía rápidamente. Marge convenció a Krusty de que entregue la película a los captores, asegurándose de que nunca sea estrenada, y condenando a Krusty a la vida de la televisión infantil.
En el presente, Krusty y Maron viajan a México y se enteran de que allí la película se estrenó como una comedia titulada "El Bozo Loco".

## Recepción
"The Clown Stays in the Picture" obtuvo un índice de audiencia the 0.9 con un 4 de share y fue visto por 2.75 millones de espectadores.
Dennis Perkins de The A.V. Club le dio al episodio una clasificación B, indicando que "Este último juego de los Simpsons es una visión alentadora de la inventiva y el improbable éxito cercano, en desafío a la maquinaria del espectáculo".
Tony Sokol de Den of Geek otorgó al episodio 4 de 5 estrellas, declarando que "Esta es una chispa del clásico Simpsons. Este episodio es menos sentimental que las historias recientes y es mejor para eso. Esto ha estado disminuyendo incómodamente cerca de empañarse durante algunos años. Mucha gente pone esto a los pies de Al Jean, pero de vez en cuando tenemos a un hombre egoísta que realiza un acto desinteresado y se siente aliviado de que haya aprendido su lección y nunca más lo hará. La audiencia se ríe cuando Krusty está tratando de ser serio y es la mejor lección de todas".